# Che campioni Holly e Benji!!!
Che campioni Holly e Benji!!! (キャプテン翼 J?, Captain Tsubasa J) è un anime della serie sportiva Holly e Benji (Capitan Tsubasa).
È la versione animata della seconda serie del manga. Captain Tsubasa J è composto da 47 episodi. Trentaquattro di questi episodi (di cui il 34 non trasmesso in tutta Europa, presumibilmente perché solo riepilogativo) sono il remake della prima serie fino alla partenza per il Brasile di Roberto senza Tsubasa, mentre i restanti tredici narrano la reale nuova storia, corrispondente ai primi 7 volumetti del World Youth. 
La serie fu sospesa per problemi di budget. 
È stata trasmessa per la prima volta in Italia, su Italia 1, nel 1999 con il titolo di Che campioni Holly e Benji!!!.

## Produzione e differenze con il manga
La serie fu prodotta dallo Studio Comet e trasmessa in Giappone tra il 1994 e il 1995. Essendo la seconda serie del manga appena iniziata e intendendo rendere la serie appetibile anche a chi non avesse mai visto la serie originale, si decise che i primi episodi del nuovo anime avrebbero costituito un remake che avrebbe rinarrato le vicende della prima serie dall'inizio.
Di conseguenza i primi trentatré episodi di Captain Tsubasa J furono un remake dei primi 12 volumi del manga originale (Shogakusei hen, letteralmente "arco degli studenti delle scuole elementari", anche noto con il titolo inglese di Kids' dream). Tale remake si prese delle libertà narrative rispetto al manga originale, pur non alterandone la trama almeno a grandi linee: infatti, pur non alterandone gli esiti, i risultati delle partite furono in diversi casi modificati insieme alla sequenza delle reti. Inoltre si decise di approfondire alcuni personaggi con delle scene anime original (cioè non presenti nel manga) che trattano ad esempio il passato di Misaki (Tom), in cui è una trasposizione dell'one-shot Boku wa Misaki Taro in cui la Furano prende il ruolo della Nishimine, e il suo legame con Tsubasa (Holly), o il rapporto tra la Furano (Flynet) e il suo preside. Dopo il trentaquattresimo episodio di riepilogo dei primi trentatré episodi, la serie cambiò orario di trasmissione e cominciò ad adattare la prima parte della nuova serie del manga ancora in corso di pubblicazione. Dopo aver trasposto fedelmente il primo prologo del World Youth, riguardante le vicende di Shingo Aoi (Rob Denton) in Italia, gli autori dell'anime cominciarono a operare dei tagli a partire dal secondo prologo, riguardante la finale del campionato brasiliano tra la squadra di Tsubasa (Holly) e quella di Santana, tagliando due gol e i flashback sul passato traumatico di Santana e sul provino di Tsubasa (Holly) al San Paolo. Anche la parte relativa alla comparsa dei sette del Giappone Reale subì dei tagli notevoli rispetto al manga, soprattutto per quanto concerne i dettagli sugli allenamenti massacranti del nuovo allenatore Gamo o il viaggio in Brasile di Sanae (Patty) per ricongiungersi con Tsubasa (Holly) dopo tanto tempo. La partita contro la Thailandia, invece, fu trasposta fedelmente, così come la rivincita dei sette esclusi sui sette del Giappone Reale e il loro reintegro, anche se fu rimosso il personaggio di Tamotsu (che, essendo abile nell'analizzare i punti di forza e quelli deboli delle squadre avversarie, viene ingaggiato come assistente dell'allenatore) e la partita di rivincita fu interrotta sul 4-2 e non sul 10-2 come nel manga originale. Tuttavia la serie si concluse in modo brusco, lasciando la storia in sospeso, con il quarantaseiesimo episodio, che mostrava l'inizio della seconda fase delle eliminatorie asiatiche, mentre il quarantasettesimo e ultimo episodio fu un riassunto dei dodici episodi precedenti. In totale furono trasposti solo i primi sette volumi dei diciotto del manga, sia perché quest'ultimo era ancora in corso, sia per problemi di budget.
Si noti peraltro che, per evitare problemi di copyright, i nomi delle squadre professionistiche esistenti anche nella realtà fossero stati alterati rispetto al manga, trasformando il San Paolo (Sao Paulo) in Sanpas, il Flamengo in Flonoria e l'Inter in Intina.

## Esportazione all'estero
Il 10 settembre 1999 la serie animata debuttò in Italia su Italia 1 con il titolo di Che campioni Holly e Benji!!!. Italia 1, in realtà, intendeva già trasmetterla nel maggio 1999 ma per problemi tecnici (allagamento del magazzino con i materiali della seconda serie) la serie fu rinviata a settembre. Dopo aver trasmesso i primi 33 episodi della serie J, Italia 1 il 15 ottobre 1999 ha poi sospeso la serie trasmettendo al suo posto la seconda parte della prima serie di Holly e Benji, la serie OAV Shin Captain Tsubasa, e quattro film, 2 episodi al giorno, dando così continuità all'intero anime. Esattamente tre mesi dopo, il 10 dicembre 1999, tornò Captain Tsubasa J con le nuove puntate mai trasmesse (35-47). Il trentaquattresimo episodio non è mai stato trasmesso in Italia, presumibilmente perché riepilogo dei trentatré episodi precedenti.
L'adattamento italiano ha mantenuto i nomi anglicizzati adottati nelle serie precedenti, alterando anche quelli dei nuovi personaggi, anche se per alcuni personaggi ha mantenuto il nome originale come parte del nome italiano (ad esempio Shingo Aoi è diventato Rob Denton Aoi e Tsubasa Ozora Oliver Tsubasa Hutton detto Holly). In alcuni casi sono stati alterati anche i nomi non giapponesi, ad esempio Calimero (il lustrascarpe dell'Inter) è diventato Calimonti. Il nome di Gino Hernandez è stato alterato in Luiz Fernandez, nonostante nell'adattamento italiano dello Shin Captain Tsubasa fosse stato chiamato Dario Belli; inoltre si è deciso di chiamare Makoto Soda Sam Reynolds come nell'adattamento italiano dello Shin, mentre nell'adattamento della serie classica veniva chiamato Ralph Peterson. L'adattamento italiano ha ripristinato il nome di "Inter" e di "San Paolo", che erano stati alterati nella versione originale dell'anime per evitare problemi di copyright, ma non quello di "Flamengo", chiamato Flonoria anche nella versione italiana.

## Trama

### Episodi 1-34
Oliver Tsubasa Hutton (Tsubasa Ozora) è un ragazzino di 12 anni che sogna di vincere i mondiali di calcio con il Giappone (nell'inizio della prima puntata, infatti, Holly sogna di vincere una partita giocando contro l'Iraq segnando il terzo gol della partita, che era sul 2-2, un riferimento all'Agonia di Doha, la partita che costò la qualificazione per i Mondiali del 1994 al Giappone dopo che l'Iraq segnò il gol del pareggio negli ultimi minuti). Appena trasferitosi nella città di Fujisawa, Holly è inizialmente desideroso ad iscriversi alla squadra di calcio della scuola Saint Francis (Shutetsu), poiché deciso a conoscere e giocare in squadra col fortissimo portiere e capitano Benjamin Price (Genzo Wakabayashi); prima ancora, però, conosce e fa amicizia col maldestro difensore e capitano della scadente squadra di calcio della scuola Newppy (Nankatsu) Bruce Harper (Ryo Ishizaki) e il centrocampista Tom Becker (Taro Misaki), anche lui da poco trasferitosi in questa città, i quali, vedendo in Holly un grande potenziale, alla fine lo convincono ad entrare nella squadra. La Newppy riesce grazie ad Holly e Tom a pareggiare il derby proprio contro la Saint Francis.
Tutte le squadre della città si fondono in una sola, la New Team (Nankatsu). La nuova squadra partecipa al campionato nazionale delle elementari e riesce a sconfiggere squadre molto forti come la Hot Dog (Hanawa) dei gemelli Derrick (gemelli Tachibana), la Mambo (Musashi) di Julian Ross (Jun Misugi) e la Muppet (Meiwa) di Mark Lenders (Kojiro Hyuga) ed a vincere il campionato. Al termine scopre però che il suo personal trainer, Roberto Sedinho (Roberto Hongo), se ne è andato in Brasile senza di lui (gli aveva promesso che se avesse vinto il campionato lo avrebbe portato in Brasile).

### Episodi 35-47
La seconda parte dell'anime inizia con Rob Denton Aoi (Shingo Aoi), un nuovo personaggio mai apparso nelle precedenti serie, che riesce, dopo tanta fatica, a entrare nella squadra primavera dell'Inter (Intina nella versione giapponese dell'anime) e con Holly che, entrato nel San Paolo (Sãopas nella versione giapponese dell'anime), vince il campionato brasiliano battendo in finale il Flamengo (Flonoria nella versione italiana) di Carlos Santana per 3-2 (4-3 nel manga). Nel frattempo i giocatori della nazionale nipponica sono in ritiro per allenarsi in vista delle qualificazioni al World Youth (Mondiale U-20). Un giorno si presenta al ritiro una squadra di sette giocatori, i sette del Giappone Reale (Real Japan 7), che sfida in una amichevole 7 contro 7 i giocatori della nazionale nipponica vincendo per 14 a 2
In seguito alle tre partite l'allenatore del Giappone si sente male e viene nominato nuovo allenatore del Giappone proprio l'allenatore dei 7 del Giappone Reale che esclude dal ritiro Mark Lenders, Patrick Everett (Shun Nitta), i gemelli Derrick, Yuma (Jito), Ralph Peterson/Sam Reynolds (Makoto Soda) e Tom Becker (Taro Misaki), mandati ad affinare il loro talento lontano dal ritiro nipponico. Convoca al loro posto i sette del Giappone Reale che però per qualche strano motivo giocano solo negli allenamenti e non vengono mai utilizzati nelle partite ufficiali.
La nazionale giapponese grazie a Holly, Benji e Rob (che debutta nella partita con la Thailandia segnando una tripletta) riesce comunque a superare, anche se con difficoltà, il girone di qualificazione composto da Taiwan, Guam e dalla forte Thailandia dei fratelli Khongsawat. Intanto i sette esclusi migliorano e si presentano al ritiro per sfidare i sette del Giappone Reale. In caso di vittoria verranno reintegrati in prima squadra. Alla fine i 7 esclusi grazie al nuovo tiro di Mark, il tiro del dragone (Raiju Shot), vincono la partita per 4-2 e vengono reintegrati in prima squadra. A questo punto viene svelato perché i sette del Giappone Reale hanno giocato solo negli allenamenti e mai nelle partite ufficiali. I 7 sono tutti calciatori professionisti più vecchi e quindi non convocabili per un campionato under 16. Lo stratagemma è servito per mettere la vera nazionale sotto torchio, quindi il gruppo dei 7 del Giappone reale viene sciolto. 
In seguito al reintegro di questi sette la compagine inizia a affrontare la seconda fase delle qualificazioni asiatiche. Affronta l'Uzbekistan che viene sconfitto facilmente grazie ai gol di Rob, Philip, Mark e Holly. L'anime finisce qui non mostrando il resto delle qualificazioni e l'intero World Youth (i mondiali Under 20), narrati invece nel manga (edito in Italia nel 2003).

## Sigla italiana
- Che campioni Holly e Benji, testo di Alessandra Valeri Manera, musica di Silvio Amato, arrangiamento di Valeriano Chiaravalle, cantata da Cristina D'Avena e Marco Destro.

## Personaggi e voci
| Personaggio                                            | Doppiatore giapponese                             | Doppiatore italiano              |
| ------------------------------------------------------ | ------------------------------------------------- | -------------------------------- |
| Holly (Oliver Hutton)                                  | Yoko Ogai (giovane) Nozomu Sasaki                 | Fabrizio Vidale                  |
| Benji (Benjamin Price)                                 | Shin'ichirō Miki                                  | Giorgio Borghetti                |
| Tom Becker                                             | Yūko Kobayashi (giovane) Hiro Yūki                | Paolo Vivio                      |
| Mark Landers                                           | Nobuyuki Hiyama                                   | Vittorio Guerrieri               |
| Bruce Harper                                           | Eri Sato (giovane) Kappei Yamaguchi               | Massimiliano Manfredi            |
| Julian Ross                                            | Yūko Kobayashi (giovane) Shinichiro Ohta          | Alessandro Tiberi                |
| Danny Mellow                                           | Noriko Uemura (1ª voce) Tetsuya Iwanaga (2ª voce) | Davide Perino                    |
| Alan Crocker                                           | Daisuke Sakaguchi                                 | Giorgio Milana                   |
| Roberto Sedinho                                        | Hideyuki Hori                                     | Roberto Del Giudice              |
| Maggie Hutton (mamma di Holly)                         | Shiho Niiyama                                     | Laura Boccanera                  |
| Michael Hutton (papà di Holly)                         | Kazuhiro Nakata                                   | Vittorio Amandola                |
| William Becker, Padre di Tom                           | Unshō Ishizuka                                    | Massimo Corvo                    |
| Jack Morris                                            | Megumi Tano Hiroshi Kamiya                        | Corrado Conforti                 |
| Ted Carter                                             | Akiko Suzuki                                      | Fabrizio Mazzotta                |
| Charlie Custer                                         | Tsutomu Kashiwakura                               |                                  |
| Philip Callaghan                                       | Tsutomu Kashiwakura                               | Simone Crisari                   |
| Johnny Mason                                           | Shiho Niiyama Yūji Ueda (2ª voce)                 | Nanni Baldini                    |
| Arthur Foster                                          | Ikue Ōtani                                        |                                  |
| Paul Diamond                                           | Kaoru Shimamura(giovane) Tomokazu Seki            | Marco Vivio                      |
| Clifford Yuma                                          | Hisao Egawa                                       | Luigi Ferraro                    |
| Ralph Peterson                                         | Hideo Ishikawa                                    |                                  |
| Ed Warner                                              | Tomokazu Seki                                     | Rori Manfredi                    |
| James Derrick                                          | Mami Matsui                                       | Francesco Pezzulli               |
| Jason Derrick                                          | Ai Orikasa                                        | Francesco Pezzulli               |
| Patrick Everett                                        | Hiroyuki Sato                                     | Massimo Corizza                  |
| Peter Shake (Kazumasa Oda)                             | Yūji Ueda                                         |                                  |
| Gerard Pepper, giocatore della Flynet (Seiji Nakagawa) | Mizuki Otsuka                                     |                                  |
| Keith Coleman                                          | Yūji Ueda                                         |                                  |
| Kirk Parson                                            | Hideo Ishikawa                                    | Fabio Boccanera                  |
| Freddy Marshall                                        | Unshō Ishizuka Yasunori Masutani (ep. 39)         | Rodolfo Baldini                  |
| Peter Colby, Allenatore New Team                       | Nobutoshi Canna                                   | Francesco Prando                 |
| Jeff Turner, Allenatore Muppet                         | Toshihiko Nakajima                                | Stefano Mondini                  |
| Luis Hernandez                                         | Masaya Onosaka                                    | Alberto Caneva                   |
| Carlos Santana                                         | Tomokazu Seki                                     | Alessandro Quarta                |
| Rob Denton                                             | Masami Kikuchi                                    | Marco Vivio                      |
| Matteo, giocatore dell'Inter Juniores                  | Shin'ichirō Miki                                  |                                  |
| Patty Gatsby                                           | Fujiko Takimoto                                   | Antonella Baldini                |
| Ichikawa e George, Bambini tifosi con Patty            | Wataru Takagi e Atsushi Kisaichi                  | Marco Baroni e Alessandro Quarta |
| Amy                                                    | Junko Iwao                                        | Federica Bomba                   |
| Gabriel Gamo                                           | Yukimasa Kishino                                  | Giorgio Favretto                 |
| Bob Denver                                             | Yuki Masuda                                       | Massimiliano Alto                |
| Nico Holder                                            | Masaya Onosaka                                    | Alberto Caneva                   |
| Nobuyuki Yumikura                                      | Yūji Ueda                                         |                                  |
| Takashi Sugimoto                                       | Nobutoshi Canna                                   |                                  |
| Singprasert Bunnaak                                    | Wataru Takagi                                     | Fabio Boccanera                  |
| Chana Khongsawat                                       | Yusuke Numata                                     |                                  |
| Faran Khongsawat                                       | Tsutomu Kashiwakura                               |                                  |
| Sakun Khongsawat                                       | Yasunori Masutani                                 |                                  |
| Saman, Allenatore della Thailandia                     |                                                   | Giuliano Santi                   |
| Daisy, talent scout della Toho                         | Atsuko Tanaka                                     | Francesca Guadagno               |
| Maki Akamine                                           | Wakana Yamazaki                                   | Alessandra Grado                 |
| Calimonti                                              | Toshihiko Nakajima                                | Massimo Cinque                   |
| Kaneyama, Allenatore della Shimada                     | Shunsuke Shima                                    |                                  |
| Allenatore della Mambo                                 |                                                   | Roberto Stocchi                  |
| Allenatore della Saint Francis                         | Kōji Ishii                                        | Roberto Stocchi                  |
| Preside della Flynet                                   | Hirohiko Kakegawa                                 | Mario Milita                     |
| Speaker delle partite                                  | Masaya Onosaka (1ª voce) Tatsuya Aoyama (2ª voce) | Sergio Matteucci                 |